# جیمون گوردون
جیمون گوردون (انگلیسی: Jamon Gordon؛ زادهٔ ۱۸ ژوئیهٔ ۱۹۸۴) بازیکن بسکتبال اهل ایالات متحده آمریکا است.
از باشگاه‌هایی که در آن بازی کرده‌است می‌توان به باشگاه ورزشی افس پیلسن، باشگاه بسکتبال اسپلیت، و باشگاه بسکتبال المپیاکوس اشاره کرد.